# La mossa del Drago
La mossa del Drago è un romanzo techno-thriller scritto nel 2000 dallo scrittore statunitense Tom Clancy che vede come protagonista Jack Ryan, personaggio utilizzato in molti libri di Clancy come, ad esempio, La grande fuga dell'Ottobre Rosso.

## Trama
La Russia, menomato ed indebolito erede dell'Unione Sovietica, ha nei suoi territori siberiani le risorse minerarie, petrolio, gas naturali, oro e vari altri metalli pregiati, che costituiscono il suo passaporto per il XXI secolo. Ma la Cina, suo ingombrante vicino ed in passato alleato di comodo, ha altri programmi. Dopo una campagna di riarmo, effettuata modernizzando la sua linea di armamento con tecnologia occidentale acquisita più o meno lecitamente, decide di lanciare una campagna di invasione dei territori siberiani non appena avuta la conferma dai suoi servizi segreti
che i russi hanno trovato un importante giacimento aurifero. La loro certezza si fonda sul fatto che l'ex Armata Rossa, ormai l'ombra di se stessa, non riuscirà ad opporsi ad un deciso attacco terrestre così lontano dalle sue principali posizioni in Europa, dovendo rifornire peraltro le truppe attraverso un unico asse, la Transiberiana, che corre vicino al confine cinese per lunghi tratti.
Ma la CIA riesce ad entrare in possesso dell'informazione grazie ad un agente infiltrato indirettamente presso uno dei membri del Politburo cinese, ed il presidente Ryan, nella speranza di prevenire una guerra, informa il suo collega russo offrendogli di entrare a far parte della NATO. Questo significherebbe, in virtù dell'articolo 5 del trattato, la protezione militare automatica in caso di invasione. Ma i cinesi non vogliono interpretarlo in questo senso, e danno inizio all'invasione.
Gli USA, di conseguenza sostengono la mobilitazione delle forze russe, composta principalmente di unità terrestri meccanizzate, con una divisione corazzata, ma soprattutto con una massiccia iniezione di tecnologia aerea, dagli E3 AWACS, a gruppi di F-16 Little Weasel ed F-15E ed ai loro droni spia Dark Star.
Dopo aver lasciato che i cinesi si inoltrassero in profondità nel loro territorio i russi, coadiuvati dai rinforzi americani, attaccano dapprima l'avanguardia cinese, e successivamente le forze restanti dell'armata meccanizzata attaccante, mentre gli F-117 distruggono le linee di rifornimento cinesi. Ma i cinesi hanno ancora un'arma: missili intercontinentali a testata nucleare che minacciano di lanciare sulle principali città russe ed americane. Viene deciso di distruggere il sito di lancio con una incursione di forze speciali, formate dagli Spetsnaz russi e dal gruppo Rainbow della NATO. L'incursione riesce quasi completamente, ma un missile sopravvive e viene lanciato per ordine del ministro della difesa cinese. Solo l'intervento dell'incrociatore Gettysburg, una nave AEGIS dotata di un modello sperimentale di missile SM-2 Standard modificato, riuscirà a salvare Washington, bersaglio del missile, e Jack Ryan, che si è rifiutato di recarsi nel rifugio antiatomico presidenziale.
Infine, una nuova pacifica rivolta di piazza Tiananmen, questa volta supportata dalle immagini di sconfitta delle forze cinesi riprese dai droni Dark Star, sostituisce il Politburo con una guida più moderata che chiede la pace ai russi ed agli americani.

## Edizioni
- Tom Clancy, La mossa del Drago, traduzione di Michela Benuzzi, Chiara Montani, Amanda Nadalini, Giovanna Lobello, Paolo Lorenzin, Maria Barbara Piccioli, Roberta Zuppet, collana BUR narrativa, RCS Libri, 2004,  pp. 876, cap. 61, ISBN 88-17-12945-3.